# Claudia Pechstein
Claudia Pechstein (ur. 22 lutego 1972 w Berlinie) – niemiecka łyżwiarka szybka, wielokrotna medalistka olimpijska, wielokrotna medalistka mistrzostw świata oraz trzykrotna zdobywczyni Pucharu Świata. Zawodowo jest sierżantem w niemieckiej policji federalnej.

## Kariera

### Jako juniorka
Pierwszy występ na arenie międzynarodowej Claudia Pechstein zanotowała w 1988 roku, zdobywając srebrny medal w wieloboju podczas mistrzostw świata juniorów w Seulu. W zawodach tych wyprzedziła ją jedynie Emi Tanaka z Japonii. Na mistrzostwach świata juniorów w Kijowie w 1989 roku oraz rozgrywanych rok później mistrzostwach świata juniorów w Obihiro zajmowała w tej samej konkurencji czwartą pozycję. Walkę o podium przegrała odpowiednio z Holenderką Sandrą Zwolle, a następnie z Takako Tetsudą z Japonii.

### Igrzyska olimpijskie

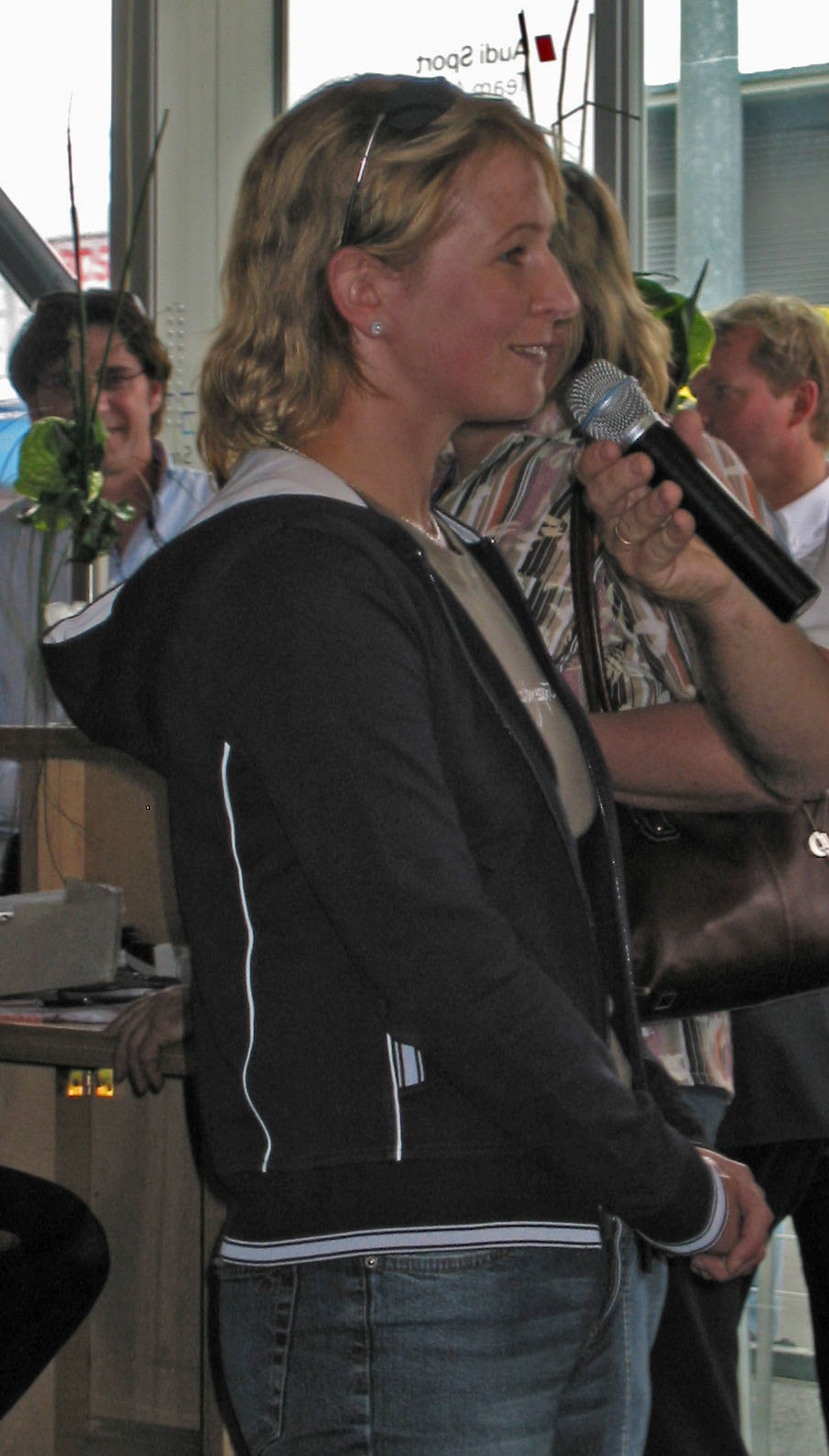
Pechstein w 2004 r.

W 1992 roku wzięła udział w igrzyskach olimpijskich w Albertville. W swoim jedynym starcie, biegu na 5000 m, zdobyła brązowy medal, ulegając tylko dwóm rodaczkom: Gundzie Kleemann oraz Heike Warnicke. Na rozgrywanych dwa lata później igrzyskach w Lillehammer na tym samym dystansie była najlepsza. Ponadto w biegu na 3000 m była trzecia, plasując się za Rosjanką Swietłaną Bażanową i reprezentującą Austrię Emese Hunyady. Igrzyska olimpijskie w Nagano w 1998 roku przyniosły jej dwa medale. Rywalizację rozpoczęła od zdobycia srebrnego medalu w biegu na 3000 m, przegrywając tylko z Gundą Niemann-Stirnemann. Pięć dni później była siódma na 1500 m, ale na dystansie 5000 m sięgnęła po złoto. W ostatnim z biegów Pechstein ustanowiła rekord świata. Najlepsze wyniki osiągnęła jednak podczas igrzysk w Salt Lake City w 2002 roku, gdzie zwyciężyła na dystansach 3000 i 5000 m. Czas na dłuższym z dystansów, 6:46,91 min, został pobity dopiero pięć lat później przez Czeszkę Martinę Sáblíkovą. Ostatnie olimpijskie medale wywalczyła na igrzyskach w Turynie w 2006 roku, gdzie wspólnie z Danielą Anschütz-Thoms, Anni Friesinger, Lucille Opitz i Sabine Völker zdobyła złoto w biegu drużynowym. Była tam też druga na dystansie 5000 m, rozdzielając Kanadyjki: Clarę Hughes i Cindy Klassen.
Nie wzięła udziału w igrzyskach olimpijskich w Vancouver po tym, jak w 2009 roku w jej krwi wykryto zwiększoną ilość retikulocytów. Międzynarodowa Unia Łyżwiarska (ISU) uznała, iż wskazuje to na stosowanie przez Niemkę dopingu i zawiesiła ją na 2 lata. Zawodniczka zaprzeczyła jakoby miała stosować doping. Pomimo kolejnych testów w jej krwi nie znaleziono żadnych niedozwolonych substancji. Mimo to Sportowy Sąd Arbitrażowy w Lozannie w listopadzie 2009 roku podtrzymał zawieszenie. Pechstein groziło wydalenie z Policji, gdyby faktycznie znaleziono przy niej zabronione środki. Postępowanie dyscyplinarne zostało umorzone w sierpniu 2010 roku z powodu braku dowodów. Niemka złożyła wniosek o bezpłatny urlop, by móc trenować, jednak został on odrzucony. W rezultacie we wrześniu 2010 roku przeszła załamanie nerwowe. Do sportu wróciła na początku 2011 roku.
W wieku 41 lat wystąpiła na igrzyskach w Soczi w 2014 roku, jednak nie zdobyła medalu. Jej najlepszym wynikiem było czwarte miejsce w biegu na 3000 m, w którym walkę o medal przegrała z Rosjanką Olgą Graf. Na tych samych igrzyskach była piąta na dystansie 5000 m i dziewiętnasta w biegu na 1500 m. Nie brała udziału w biegu drużynowym, bowiem drużyna Niemiec nie zdołała zakwalifikować się na igrzyska. Pechstein jest pierwszą kobietą, która zdobyła medale olimpijskie na pięciu kolejnych igrzyskach (1992-2006). Z dorobkiem dziewięciu medali olimpijskich jest najbardziej utytułowanym niemieckim sportowcem pod tym względem.
Cztery lata później na igrzyskach w Pjongczangu w 2018 roku Pechstein najwyższe szóste miejsce zajęła w biegu drużynowym wraz z Roxanne Dufter i Gabriele Hirschbichler. Oprócz tego była dziewiąta na dystansie 3000 metrów, ósma na dystansie 5000 metrów i trzynasta w biegu masowym.
Na swych ósmych igrzyskach w Pekinie w 2022 roku zajęła dwudziestą lokatę na dystansie 3000 metrów oraz dziewiąte miejsce w biegu masowym.

### Mistrzostwa świata

#### Na dystansach
Wielokrotnie zdobywała medale dystansowych mistrzostw świata. Jej dorobek to 28 medali, w tym 5 złotych, 12 srebrnych i 11 brązowych, co daje jej szóste miejsce w klasyfikacji wszech czasów. Jest to także rekord pod względem ilości zdobytych medali na imprezach tego cyklu. Pierwsze trofea zdobyła na mistrzostwach świata w Hamar w 1996 roku, gdzie zwyciężyła w biegu na 5000 m oraz była druga na dystansach 1500 i 3000 m. Na rozgrywanych rok później mistrzostwach świata w Warszawie zdobyła jeden medal, zajmując trzecie miejsce na 5000 m. Lepsze okazały się tylko Gunda Niemann i Carla Zijlstra z Holandii. Trzy medale przywiozła też z mistrzostw świata w Calgary w 1998 roku. W biegach na 3000 i 5000 m plasowała się za Gundą Niemann-Stirnemann, a na 1500 m była trzecia za nią i Friesinger. Niemann-Stirnemann wyprzedziła ją także bezpośrednio podczas rozgrywanych rok później mistrzostw świata w Heerenveen, na dystansach 3000 i 5000 m. 

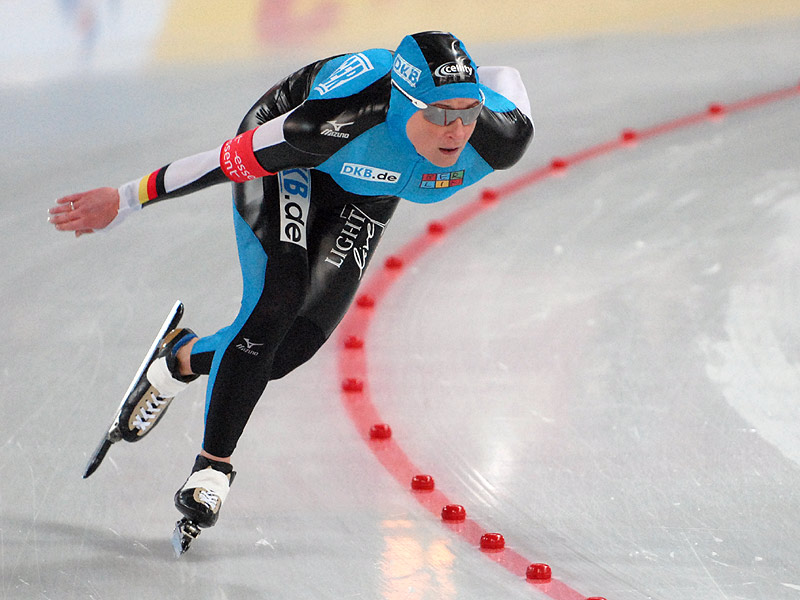
Pechstein w 2008 r.

Najlepiej Pechstein zaprezentowała się na mistrzostwach świata w Nagano w 2000 roku, zwyciężając w biegach na 1500 i 3000 m, jednak na dystansie 5000 m ponownie musiała uznać wyższość Niemann-Stirnemann. Rok później, podczas mistrzostw świata w Salt Lake City nie udało się jej zwyciężyć, zdobyła jednak srebro na 5000 m i brąz na 3000 m. Kolejny tytuł mistrzowski, tym razem na 5000 m, wywalczyła na mistrzostwach w Berlinie w 2003 roku, podczas których była też druga na 3000 m. Zwycięstwo odniosła także w biegu na 3000 m na mistrzostwach w Seulu rok później. Bieg na 5000 m zakończyła na trzeciej pozycji, za Clarą Hughes i Grethą Smit z Holandii. W 2005 roku była druga na obu dystansach podczas mistrzostw świata w Inzell, ulegając Cindy Klassen na 3000 m i Anni Friesinger na dłuższym dystansie. Pierwszy medal w biegu drużynowym wywalczyła razem z Lucille Opitz i Danielą Anschütz-Thoms podczas mistrzostw świata w Salt Lake City, stając na najniższym stopniu podium. Indywidualnie zdobyła tylko jeden medal, srebrny w biegu na 5000 m, w którym przegrała tylko z Martiną Sáblíkovą. Mistrzostwa świata w Nagano w 2008 roku były pierwszymi, na których Pechstein nie zdobyła indywidualnego medalu. Zdobyła jednak brązowy medal w drużynie, razem z Opitz i Anschütz-Thoms.
Po dwuletniej przerwie spowodowanej zawieszeniem Niemka wystąpiła na dystansowych mistrzostwach świata w Inzell w 2011 roku, gdzie była trzecia w biegu drużynowym i na dystansie 5000 m. Trzecie miejsce na 5000 m zajęła także rok później, podczas mistrzostw świata w Heerenveen, plasując się za Sáblíkovą i swą rodaczką Stephanie Beckert. Ponadto brązowe medale zdobyła też w biegach na 3000 i 5000 m podczas mistrzostw świata w Soczi w 2013 roku.

#### W wieloboju
Starty na wielobojowych mistrzostwach świata rozpoczęła od zajęcia szóstego miejsca podczas MŚ w Heerenveen w 1992 roku. Pierwszy raz na podium stanęła trzy lata później, zdobywając srebrny medal na mistrzostwach w Inzell. Rozdzieliła tam Gundę Niemann oraz Japonkę Mie Ueharę. Wynik ten powtórzyła podczas MŚ w Nagano (1997), MŚ w Heerenveen (1998), MŚ w Hamar (1999), MŚ w Budapeszcie (2001), MŚ w Göteborgu (2003), MŚ w Hamar (2004) oraz MŚ w Calgary (2006). Swoje jedyne zwycięstwo w tej konkurencji odniosła na mistrzostwach świata w Milwaukee w 2000 roku, gdzie pokonała Gundę Niemann-Stirnemann i Japonkę Maki Tabatę. Zdobywała również brązowe medale na mistrzostwach świata w Heerenveen w 2002 roku oraz rozgrywanych trzy lata później mistrzostwach w Moskwie. W obu przypadkach przed nią znalazły się Anni Friesinger i Cindy Klassen.

### Inne osiągnięcia

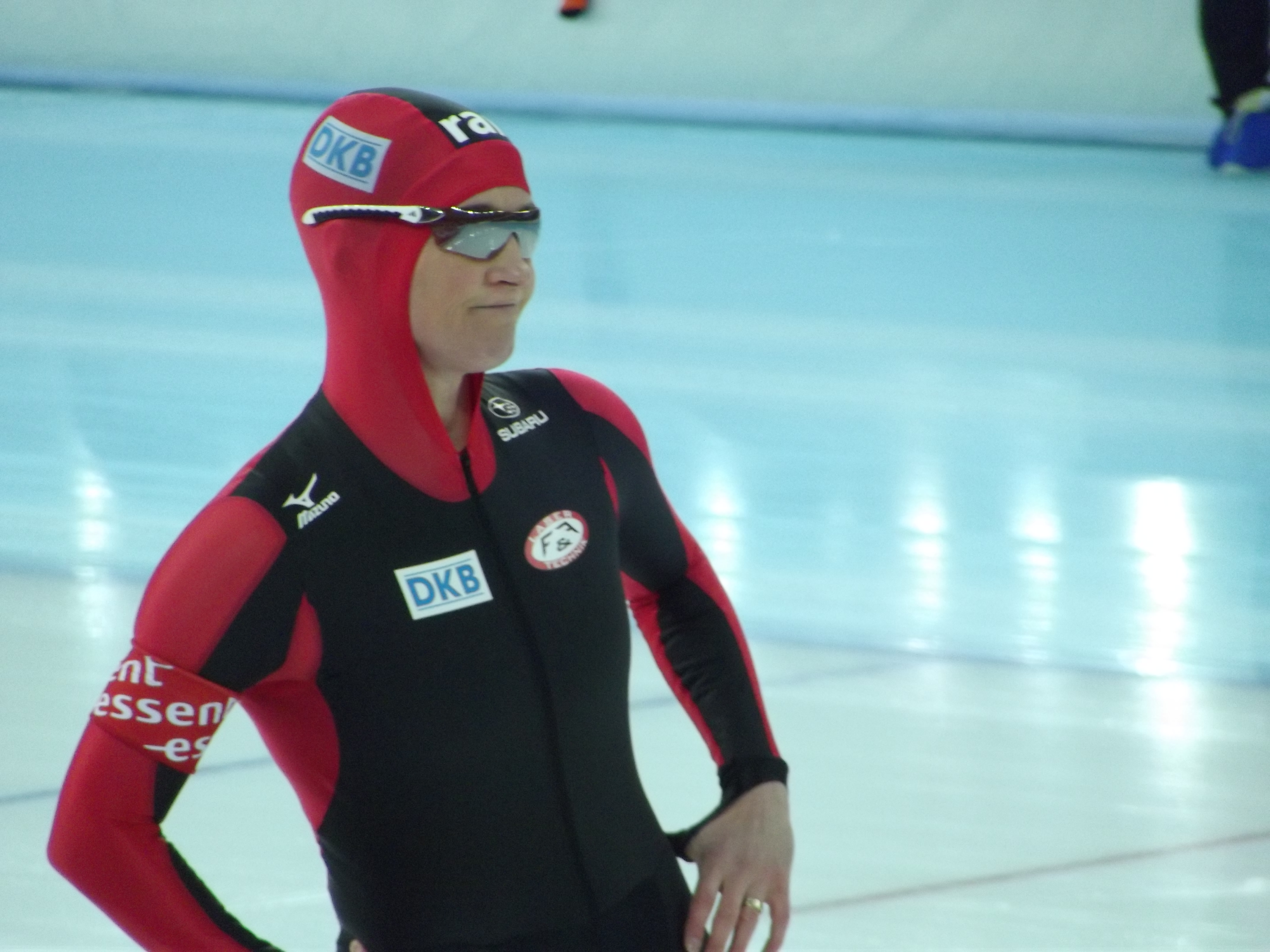
Pechstein w 2013 r.

W 1996 roku Niemka zdobyła brązowy medal na mistrzostwach Europy w Heerenveen. Ustąpiła tam jedynie Gundę Niemann oraz Holenderce Annamarie Thomas. W kolejnych latach zdobyła jeszcze dziesięć medali na imprezach tego cyklu, w tym złote na ME w Helsinkach (1998), ME w Hamar (2006) i ME w Heerenveen (2009), srebrne podczas ME w Heerenveen (1999), ME w Baselga di Piné (2001), ME w Erfurcie (2002), ME w Heerenveen (2003), ME w Heerenveen (2004) i ME w Budapeszcie (2012), a także jeszcze jeden brązowy na ME w Heerenveen (2005).
Ponadto Pechstein wielokrotnie stawała na podium zawodów Pucharu Świata, odnosząc przy tym 27. zwycięstw indywidualnych i cztery drużynowe. Zadebiutowała 23 listopada 1991 roku w Berlinie, zajmując 21. miejsce w biegu na 1500 m. Pierwszy raz na podium stanęła osiem dni później, 1 grudnia 1991 roku w Warszawie, zajmując drugie miejsce	na dystansie 3000 m. Na pierwsze pucharowe zwycięstwo musiała poczekać cztery lata, aż 9 grudnia 1995 roku w Oslo wygrała bieg na 3000 m. Najlepsze wyniki osiągnęła w sezonach 2002/2003, 2003/2004 i 2004/2005, kiedy zwyciężała w klasyfikacji 3000 m/5000 m. W klasyfikacji tej była druga w sezonach 1995/1996, 1997/1998, 1998/1999, 1999/2000, 2000/2001, 2001/2002, 2002/2003, 2005/2006, 2007/2008, 2012/2013 i 2013/2014 oraz trzecia w sezonach 2006/2007 i 2011/2012. Ponadto w sezonach 1997/1998, 1998/1999, 1999/2000, 2001/2002 i 2002/2003 była druga w klasyfikacji 1500 m, a sezon 2000/2001 zakończyła na trzeciej pozycji. W sezonie 2011/2012 zajęła również drugie miejsce w klasyfikacji startu wspólnego.
Ustanowiła łącznie sześć rekordów świata.